# Liste der Monuments historiques in Lorrez-le-Bocage-Préaux
Die Liste der Monuments historiques in Lorrez-le-Bocage-Préaux führt die Monuments historiques in der französischen Gemeinde Lorrez-le-Bocage-Préaux auf.

## Liste der Bauwerke
| Bezeichnung                      | Beschreibung | Standort                | Kennzeichnung | Schutzstatus | Datum | Bild           |
| -------------------------------- | ------------ | ----------------------- | ------------- | ------------ | ----- | -------------- |
| Schloss La Motte                 |              | (Lage)                  | PA00087065    | Inscrit      | 1975  | weitere Bilder |
| Kreuz Pierre Percée              |              | (Lage)                  | PA00087066    | Inscrit      | 1946  |                |
| Kirche Notre-Dame-de-la-Nativité |              | Préaux (Lage)           | PA00087068    | Inscrit      | 1949  | weitere Bilder |
| Kirche Ste-Anne                  |              | Lorrez-le-Bocage (Lage) | PA00087067    | Inscrit      | 1926  | weitere Bilder |
| Turm                             |              | (Lage)                  | PA00087069    | Inscrit      | 1926  |                |

## Liste der Objekte
Zum Verständnis siehe: Kirchenausstattung
- Monuments historiques (Objekte) in Lorrez-le-Bocage-Préaux in der Base Palissy des französischen Kultusministeriums